# Krivaj (żupania pożedzko-slawońska)
Krivaj – wieś w Chorwacji, w żupanii pożedzko-slawońskiej, w mieście Požega. W 2011 roku liczyła 79 mieszkańców.